# 101 (album)
101 este primul album live al formației Depeche Mode.

## Remasterizarea din 2004
In 2004, 101 a fost reeditat si a fost lansat pe SACD. A fost primul album care a fost remasterizat si lansat pe SACD. Primul care a fost remasterizat a fost "The Singles 81-85", dar a fost lansat tot pe CD. Dupa relansarea acestui album, urmatoarele remasterizate au fost lansate și pe SACD+DVD (în Marea Britanie) sau CD+DVD (în SUA).

## Ediții și conținut

### Ediția originală (2xCD)
Ediție comercială în Marea Britanie
Primele exemplare au avut ambalaj de tip "foldout digipak", iar restul au fost în carcasă de plastic  pentru dublu CD.
- cat.# CD STUMM 101 (album pe două CD-uri, lansat de Mute)

Ediție comercială în SUA
- cat.# 25853-2 (album pe două CD-uri, lansat de Sire)

Ediții comerciale în Japonia
- cat.# 38B2-14 (pentru discul 1) și 38B2-15 (pentru discul 2) (album pe două CD-uri, lansat de Alfa Records)

Pachetul conține un booklet de 28 de pagini cu traducerea versurilor în japoneză, cu cuprinsul, o carte poștală, un booklet de 16 pagini cu poze exclusive de Anton Corbijn, un booklet de 24 de pagini cu biografia membrilor și istoricul formației și - ca orice ediție japoneză - un obi.
- cat.# 	ALCB-731 (pentru discul 1) și ALCB-732 (pentru discul 2) (album pe două CD-uri, lansat de Alfa Records), reeditare
- cat.# 	PCCY-00580 (album pe două CD-uri, lansat de Pony Canyon), reeditare

disc 1:
1. "Pimpf" (Live 1988) - 0:58
2. "Behind The Wheel" (Live 1988) - 5:55
3. "Strangelove" (Live 1988) - 4:49
4. "Sacred" (Live 1988) - 5:09
5. "Something To Do" (Live 1988) - 3:54
6. "Blasphemous Rumours" (Live 1988) - 5:09
7. "Stripped" (Live 1988) - 6:45
8. "Somebody" (Live 1988) - 4:34
9. "The Things You Said" (Live 1988) - 4:21

disc 2:
1. "Black Celebration" (Live 1988) - 4:54
2. "Shake The Disease" (Live 1988) - 5:10
3. "Nothing" (Live 1988) - 4:36
4. "Pleasure, Little Treasure" (Live 1988) - 4:38
5. "People Are People" (Live 1988) - 4:59
6. "A Question Of Time" (Live 1988) - 4:12
7. "Never Let Me Down Again" (Live 1988) - 6:40
8. "A Question Of Lust" (Live 1988) - 4:07
9. "Master And Servant" (Live 1988) - 4:30
10. "Just Can't Get Enough" (Live 1988) - 4:01
11. "Everything Counts" (Live 1988) - 6:31

### Edițiile pe dublu vinil (2x12") și dublă casetă audio (2xMC, în SUA)
Edițiile sunt aproximativ aceleași cu cea de pe dublu CD, doar că lipsesc trei piese: "Sacred", "Nothing" și "A Question Of Lust".
Ediție comercială în Marea Britanie
Există în două tipuri de ambalaj, "gatefold sleeve" și "envelope sleeve".
- cat.# STUMM 101 (album pe două discuri vinil de 12", lansat de Mute)

Ediții comerciale în SUA
- cat.# 25853-1 (album pe două discuri vinil de 12", lansat de Sire)
- cat.# 925853-4 (album pe două casete audio, lansat de Sire)

disc 1 / caseta 1:
fața A:
1. "Pimpf" (Live 1988) - 0:58
2. "Behind The Wheel" (Live 1988) - 5:55
3. "Strangelove" (Live 1988) - 4:49
4. "Something To Do" (Live 1988) - 3:54
5. "Blasphemous Rumours" (Live 1988) - 5:09

fața B:
1. "Stripped" (Live 1988) - 6:45
2. "Somebody" (Live 1988) - 4:34
3. "The Things You Said" (Live 1988) - 4:21
4. "Black Celebration" (Live 1988) - 4:54

disc 2 / caseta 2:
fața C:
1. "Shake The Disease" (Live 1988) - 5:10
2. "Pleasure, Little Treasure" (Live 1988) - 4:38
3. "People Are People" (Live 1988) - 4:59
4. "A Question Of Time" (Live 1988) - 4:12

fața D:
1. "Never Let Me Down Again" (Live 1988) - 6:40
2. "Master And Servant" (Live 1988) - 4:30
3. "Just Can't Get Enough" (Live 1988) - 4:01
4. "Everything Counts" (Live 1988) - 6:31

### Ediția pe casetă audio (MC, în Marea Britanie)
Este la fel ca ediția originală, pe dublu CD, cu excepția faptului că piesa "Black celebration" a fost mutată din prima poziție de pe discul 2, pe ultima poziție de pe discul 1. Fiind vorba despre casetă, care se împarte în fețe, se află pe ultima poziție de pe fața 1.
Ediție comercială în Marea Britanie
- cat.# C STUMM 101 (album pe casetă audio, lansat de Mute)

fața 1:
1. "Pimpf" (Live 1988) - 0:58
2. "Behind The Wheel" (Live 1988) - 5:55
3. "Strangelove" (Live 1988) - 4:49
4. "Sacred" (Live 1988) - 5:09
5. "Something To Do" (Live 1988) - 3:54
6. "Blasphemous Rumours" (Live 1988) - 5:09
7. "Stripped" (Live 1988) - 6:45
8. "Somebody" (Live 1988) - 4:34
9. "The Things You Said" (Live 1988) - 4:21
10. "Black Celebration" (Live 1988) - 4:54

fața 2:
1. "Shake The Disease" (Live 1988) - 5:10
2. "Nothing" (Live 1988) - 4:36
3. "Pleasure, Little Treasure" (Live 1988) - 4:38
4. "People Are People" (Live 1988) - 4:59
5. "A Question Of Time" (Live 1988) - 4:12
6. "Never Let Me Down Again" (Live 1988) - 6:40
7. "A Question Of Lust" (Live 1988) - 4:07
8. "Master And Servant" (Live 1988) - 4:30
9. "Just Can't Get Enough" (Live 1988) - 4:01
10. "Everything Counts" (Live 1988) - 6:31

### Ediția remasterizată (2xSACD)
Ediție comercială în Marea Britanie
A fost ambalată în "super jewel case" și conține un hidden track la final: "Pimpf" (Live 1988, Full Version). În rest, cuprinsul este identic cu ediția originală pe dublu CD.
- cat.# LCD STUMM 101 (album pe două SACD-uri, lansat de Mute), lansat la 2 februarie 2004

disc 1:
1. "Pimpf" (Live 1988) - 0:58
2. "Behind The Wheel" (Live 1988) - 5:55
3. "Strangelove" (Live 1988) - 4:49
4. "Sacred" (Live 1988) - 5:09
5. "Something To Do" (Live 1988) - 3:54
6. "Blasphemous Rumours" (Live 1988) - 5:09
7. "Stripped" (Live 1988) - 6:45
8. "Somebody" (Live 1988) - 4:34
9. "The Things You Said" (Live 1988) - 4:21

disc 2:
1. "Black Celebration" (Live 1988) - 4:54
2. "Shake The Disease" (Live 1988) - 5:10
3. "Nothing" (Live 1988) - 4:36
4. "Pleasure, Little Treasure" (Live 1988) - 4:38
5. "People Are People" (Live 1988) - 4:59
6. "A Question Of Time" (Live 1988) - 4:12
7. "Never Let Me Down Again" (Live 1988) - 6:40
8. "A Question Of Lust" (Live 1988) - 4:07
9. "Master And Servant" (Live 1988) - 4:30
10. "Just Can't Get Enough" (Live 1988) - 4:01
11. "Everything Counts" (Live 1988) - 6:31
12. "Pimpf" (Live 1988, Full Version)

- piesa "Pimpf" (Live 1988, Full Version) nu este menționată la cuprins.

## Single-uri

### În Marea Britanie
1. Everything Counts (live) (13 februarie 1989)

### În SUA
1. Everything Counts (live) (21 martie 1989)